# Robert Spencer
Robert Bruce Spencer, född 27 februari 1962, är en amerikansk författare mest känd för sin kritik av islam och hans studier av jihad och terrorism i islams namn. Han har skrivit flera böcker om islam, jihad och terrorism.
Spencer är en återkommande skribent i de konservativa magasinen FrontPage Magazine och  Human Events. Han driver den starkt islamkritiska webbplatsen Jihad Watch med finansiellt stöd av den konservativa kristna och judiska stiftelsen David Horowitz Freedom Center. På Jihad Watch uppmärksammas det han beskriver som muslimsk terrorism och hot mot demokratin. Tillsammans med Pamela Geller grundade han år 2010 Stop Islamization of America (SIOA) och American Freedom Defense Initiative (AFDI), samt författat boken The Post-American Presidency: The Obama Administration's War on America. Boken kritiserar USA:s president Barack Obamas administrations hantering av den fria marknaden, yttrandefriheten och utrikespolitiken.
I mars 2010 uttalade Spencer sitt stöd till den brittiska antiislamistiska och högerextrema organisationen English Defence League (EDL) med motiveringen att EDL står upp emot både vänsterns våld och de allt påstridigare islamiska grupperna i Storbritannien, och att de för detta förtjänar stödet av alla världens fria folk.

## Bakgrund
Enligt en intervju i tidskriften New York arbetade Spencers far åt Voice of America under kalla kriget. Spencer själv arbetade vid Revolution Books, en kommunistisk bokaffär i New York grundad av Robert Avakian. Spencer är en praktiserande melkitiskt grekisk-katolskt troende. Enligt honom tvingades hans mor- och farföräldrar att emigrera från ett område som idag är en del av Turkiet, på grund av att de var kristna.
År 1986 tog Spencer masterexamen i religionskunskap vid University of North Carolina at Chapel Hill i Chapel Hill med ett examensarbete om katolsk historia. Han uppger att han sedan 1980 studerat islamsk teologi, juridik och historia på egen hand, och har arbetat vid tankesmedjor i mer än 20 år. År 2002 och 2003 var han verksam vid Free Congress Foundation som är en del av den konservativa tankesmedjan Heritage Foundation. Spencer har angivit Paul Weyrich, också han melkitisk katolik, som sin mentor när det kommer till skrifterna om islam. Spencer menar att Paul Weyrich har lärt honom en hel del om hur man hanterar, såväl personligt som professionellt, det förtal och klander man får utstå för det arbete han bedriver. Spencers första bok om islam publicerades 2002.

## Böcker
Spencer har givit ut tio böcker, däribland två New York Times bestsellers; The Truth About Muhammad och The Politically Incorrect Guide to Islam.
- The Truth About Muhammad: Founder of the World's Most Intolerant Religion, Regnery Publishing 2006 (NYT Bestseller List[20])
- The Politically Incorrect Guide to Islam (And the Crusades), Regnery Publishing, 2005. ISBN 0-89526-013-1 (NYT Bestseller List[21])
- Islam Unveiled: Disturbing Questions About the World's Fastest Growing Faith ( David Pryce-Jones), Encounter Books, 2002. ISBN 1-893554-58-9
- Inside Islam: A Guide for Catholics (Daniel Ali), Ascension Press, 2003. ISBN 0-9659228-5-5
- Onward Muslim Soldiers: How Jihad Still Threatens America and the West, Regnery Publishing, 2003. ISBN 0-89526-100-6
- The Myth of Islamic Tolerance: How Islamic Law Treats Non-Muslims (redacteur), Prometheus Books, 2005. ISBN 1-59102-249-5
- Religion of Peace?: Why Christianity Is and Islam Isn't, Regnery Publishing, 2007. ISBN 1-59698-515-1
- Stealth Jihad: How Radical Islam is Subverting America without Guns or Bombs, Regnery Press October 2008, ISBN 978-1-59698-556-8.
- The Complete Infidels' Guide to the Koran, Regnery Press, September 2009, ISBN 978-1-59698-104-1
- Did Muhammad Exist?: An Inquiry Into Islam's Obscure Origins, ISI Books, 2012. ISBN 978-1-61017-061-1

## Kritik
Robert Spencer har blivit kritiserad för att ha stark fientlighet mot islam, och har blivit fördömd av ett antal muslimsk-amerikanska och medborgarrättsgrupper för att hetsa mot folkgrupp. Karen Armstrong har kritiserat Spencer för att han i sin argumentation är selektiv i vad han väljer att lyfta fram, i syfte att kritisera islam. Benazir Bhutto, tidigare premiärminister i Pakistan, menar att Spencer sprider falska motsättningar mellan islam och västvärlden och att han på internet sprider ett ensidigt och vinklat hatbudskap.